# Stirnschild von Torrs

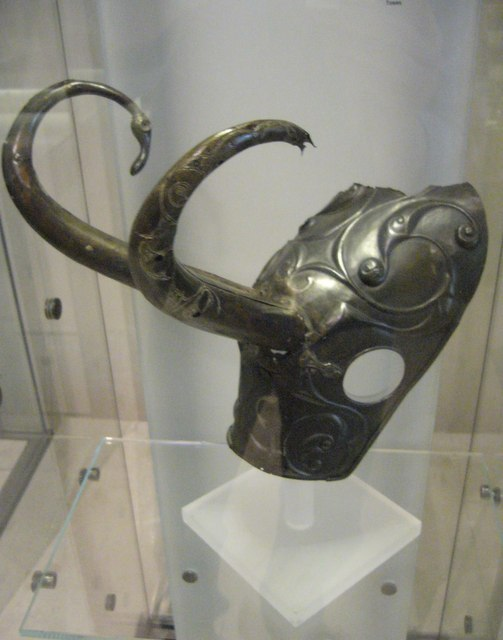
Hörnerschild von Torrs

Der Stirnschild von Torrs (englisch Torrs Pony-cap and Horns; einst als „Torrs Chamfron“ - Stirnschild eines Streitrosses bekannt) ist ein eisenzeitliches Bronzeobjekt, das sich im National Museum of Scotland befindet. Eine Replik ist in Abbotsford ausgestellt. Er wurde in den 1820er Jahren im Torrs Loch Moor (einem entwässerten See), östlich von Castle Douglas, in Kirkcudbrightshire, in Dumfries and Galloway, in Schottland, als Votivopfer gefunden.
Zeitweilig wurde angenommen, dass die Hörner nach dem Auffinden vom Stirnschild getrennt wurden, aber ein zeitgenössischer Bericht besagt, dass sie zunächst angebracht blieben. Sie wurden vom örtlichen Antiquar Joseph Train (1779–1852) an den Schriftsteller Sir Walter Scott (1771–1832) übergeben und im Abbotsford House ausgestellt, das nach Scotts Tod für die Öffentlichkeit geöffnet wurde. Die Hörner am Stirnschild zeigen heute nach hinten, waren ursprünglich jedoch nach vorne gerichtet und wurden dereinst auch getrennt vom Stirnschild ausgestellt.
Es herrscht Einigkeit darüber, dass der Stirnschild erst zu einem späteren Zeitpunkt mit Hörnern versehen wurde. Ob sie für diesen Zweck hergestellt wurden, ist unklar. Die Stücke sind im späten La-Tène-Stil, der keltischen Kunst der Eisenzeit dekoriert. Die den Dingen zugeschriebenen Daten variieren, liegen jedoch etwa um 200 v. Chr. Es besteht auch Einigkeit darüber, dass die Hörner später als der Stirnschild hergestellt wurden und einen etwas anderen Stil zeigen.
Unabhängig vom ursprünglichen Erscheinungsbild sind die Objekte gekonnt ausgeführt und gehören zu einer kleinen Gruppe von erhaltenen Metallobjekten, die auf den Britischen Inseln gefunden und von der lokalen eisenzeitlichen Elite in den Jahrhunderten vor Ankunft der Römer in Auftrag gegeben wurden.
In der Nähe liegt die Torrs oder Dirk Hatteraick Cove.